# Portanus linnavuorii
Portanus linnavuorii är en insektsart som beskrevs av Kramer 1961. Portanus linnavuorii ingår i släktet Portanus och familjen dvärgstritar. Inga underarter finns listade i Catalogue of Life.